# Pan-continentaal kampioenschap curling mannen
Het pan-continentaal kampioenschap curling voor mannen is een jaarlijks curlingtoernooi, dat in 2022 voor het eerst werd georganiseerd.

## Geschiedenis
Het eerste continentale kampioenschap curling was het Europees kampioenschap van 1975. In 1991 werd voor het eerst het Pacifisch-Aziatisch kampioenschap georganiseerd. Doorheen de jaren groeide het ledenaantal van World Curling echter verder uit met leden uit andere werelddelen. Hierop werd in 2021 beslist om het Pacifisch-Aziatisch kampioenschap op te heffen en te vervangen door een pan-continentaal kampioenschap waarin alle niet-Europese landen het tegen elkaar konden opnemen.
Naar analogie met het EK wordt er met een A- en B-divisie gewerkt. In de A-divisie vechten acht landen om de titel. De top vijf plaatst zich voor het komende wereldkampioenschap. Het achtste land degradeert naar de B-divisie, en wordt in de eerstvolgende editie vervangen door de winnaar van de B-divisie.
De eerste editie werd in 2022 gehouden in het Canadese Calgary en werd gewonnen door het gastland. De tweede editie vond ook plaats in Canada. Ditmaal was Kelowna gaststad van dienst, en ook nu won Canada het toernooi. De derde editie werd gehouden in Lacombe, Canada. Ditmaal werd de titel gewonnen door China.

## Erelijst
| Jaar | Plaats                     |  | Goud   | Zilver     | Brons            |
| ---- | -------------------------- |  | ------ | ---------- | ---------------- |
| 2022 | Calgary, Canada            |  | Canada | Zuid-Korea | Verenigde Staten |
| 2023 | Kelowna, Canada            |  | Canada | Zuid-Korea | Japan            |
| 2024 | Lacombe, Canada            |  | China  | Japan      | Verenigde Staten |
| 2025 | Virginia, Verenigde Staten |  |        |            |                  |

## Medaillespiegel
| Plaats | Land             | Goud | Zilver | Brons | Totaal |
| 1      | Canada           | 2    | 0      | 0     | 2      |
| 2      | China            | 1    | 0      | 0     | 1      |
| 3      | Zuid-Korea       | 0    | 2      | 0     | 2      |
| 4      | Japan            | 0    | 1      | 1     | 2      |
| 5      | Verenigde Staten | 0    | 0      | 2     | 1      |
| Totaal | Totaal           | 3    | 3      | 3     | 9      |